# Mefistofeles (opera)
Mefistofeles – czteroaktowa opera Arrigo Boito do własnego libretta według „Fausta” Johanna Wolfganga Goethego. Prapremiera: 5 marca 1868 w Teatro alla Scala w Mediolanie. 

## Recepcja
Po zakończonej klęską mediolańskiej prapremierze zagrano operę raz jeszcze w formie dwuczęściowej w ciągu dwóch, następujących po sobie wieczorów. Kompozytor przystąpił zatem do skrócenia dzieła i w nowej redakcji miało ono premierę 4 października 1875 w Teatro Comunale w Bolonii. Z operą tą wiążą się trzy polonica. Po pierwsze, historyczny pierwowzór postaci Fausta studiował w Krakowie, po drugie, kompozytor, po kądzieli będący polskiego pochodzenia, w scenie  frankfurckiego festynu wprowadził rytmy oberka, a po trzecie, wybitnym odtwórcą tytułowej postaci na światowych scenach był  Adam Didur, zwycięsko rywalizujący w tym względzie z Fiodorem Szalapinem. W bliższych nam czasach wybitnymi odtwórcami tej partii byli:  Nikołaj Giaurow, Paata Burczuladze i Romuald Tesarowicz. Istnieje obyczaj wykonywania partii Małgorzaty i Heleny Trojańskiej przez jedną śpiewaczkę. Jest jeszcze czwarte polonicum: Stanisław Ignacy Witkiewicz (Witkacy) namalował do tej opery 4 postacie diabłów, które pokazał na wystawie w Galerie Zak 9 maja 1930 roku.

## Osoby
- Mefistofeles – bas
- Faust – tenor
- Małgorzata – sopran
- Helena Trojańska – sopran
- Marta, sąsiadka Małgorzaty – mezzosopran
- Pantalis, towarzyszka Heleny – mezzosopran
- Wagner, uczeń Fausta – tenor

## Treść
Miejsce i czas akcji: Niemcy w pierwszej połowie XVI wieku.

### Prolog
Zawarty zostaje pomiędzy Bogiem, reprezentowanym przez chorus mysticus oraz Szatanem w osobie Mefistofelesa zakład o duszę człowieka, rozegrany na wybranym w tym celu uczonym – Johannie Fauście. 

### Akt I
Podczas wielkanocnego kiermaszu, przechadzając się brzegiem Menu, Faust spotyka tajemniczego „szarego mnicha”, pod którego habitem ukrywa się Mefistofeles. Pod wpływem tego zdarzenia, wróciwszy do swojej pracowni, rozmyśla nad nicością swego dotychczasowego życia. Ponownie zjawia się mnich-Mefistofeles, który proponuje mu zawarcie paktu, na mocy którego odda mu duszę, jeśli dozna uczucia najwyższego szczęścia, którego moment będzie chciał zatrzymać na wieczność. 

### Akt II
Odzyskawszy młodość, Faust zakochuje się w Małgorzacie. Aby móc cieszyć się jej niezakłóconym towarzystwem, dostarcza jej doręczonego przez Mefistofelesa środka nasennego, który ma uśpić czujność jej matki. Tymczasem Mefistofeles flirtuje z jej sąsiadką Martą. Nasyciwszy zmysły, obaj udają się na romantyczny sabat na szczycie Brockenu – noc Walpurgii z 30 kwietnia na 1 maja. Podczas mającego miejsce pandemonium Fausta prześladuje wizja Małgorzaty z krwawą pręgą na szyi. 

### Akt III
W więziennej celi Małgorzata oczekuje na wykonanie wyroku śmierci za otrucie matki środkiem dostarczonym przez Fausta, oraz utopienie dziecka, które urodziło się z ich związku. Początkowo cieszy się z nieoczekiwanego zjawienia Fausta i wspólnej ucieczki, ale odtrąca jego pomoc, gdy w Mefistofelesie rozpoznaje szatana.

### Akt IV
Mefistofeles przenosi Fausta na pola elizejskie, gdzie spotyka on cień Heleny Trojańskiej, w której się zakochuje. Wyzwoleni od trosk zdają się  pędzić szczęśliwe życie pośród zjaw przeszłości, przybywających na sabat klasyczny.

### Epilog
Faust z powrotem znajduje się w punkcie wyjścia, w swojej pracowni. Czyżby wszystkie jego przeżycia były jedynie złudzeniem. A więc nie ciąży nad nim żadna wina i umiera pogodzony ze światem.